# حزقيال ميغيل لوبيز
حزقيال ميغيل لوبيز هو منافس ألعاب قوى كوبي، ولد في 7 أبريل 1967.

## وصلات خارجية
- خوان ميغيل لوبيز على موقع الاتحاد الدولي لألعاب القوى (الإنجليزية)